# Girls Educational and Mentoring Services
Girls Educational and Mentoring Services (GEMS) — некоммерческая организация, которая предоставляет услуги девушкам и молодым женщинам, подвергшимся коммерческой сексуальной эксплуатации и торговле людьми внутри страны, обычно несовершеннолетней молодёжи, эксплуатируемой сутенёрами и торговцами людьми. Организация базируется в Гарлеме, Нью-Йорк. Работе GEMS посвящён документальный фильм 2007 года «Очень молодые девушки». В 2007 году основательница организации Рэйчел Ллойд написала свою автобиографию под названием «Девочки, как мы» (англ. Girls Like Us), в которой рассказывается о её личном опыте и усилиях по созданию организации GEMS.

## История организации
GEMS была основана Рэйчел Ллойд в 1998 году; Рэйчел продолжает выполнять функции исполнительного директора организации. Организация помогла нескольким сотням молодых девушек уйти из секс-индустрии и полностью раскрыть свой потенциал. GEMS также участвовали в лоббировании принятия Закона о безопасной гавани для сексуально эксплуатируемой молодёжи (англ. Safe Harbor Act for Sexually Exploited Youth), который предусматривает, что с девочками в возрасте до 16 лет, арестованными в Нью-Йорке за проституцию, будут обращаться как с жертвами, а не как с преступниками. Закон был принят в сентябре 2008 года.